# Штурмова гармата

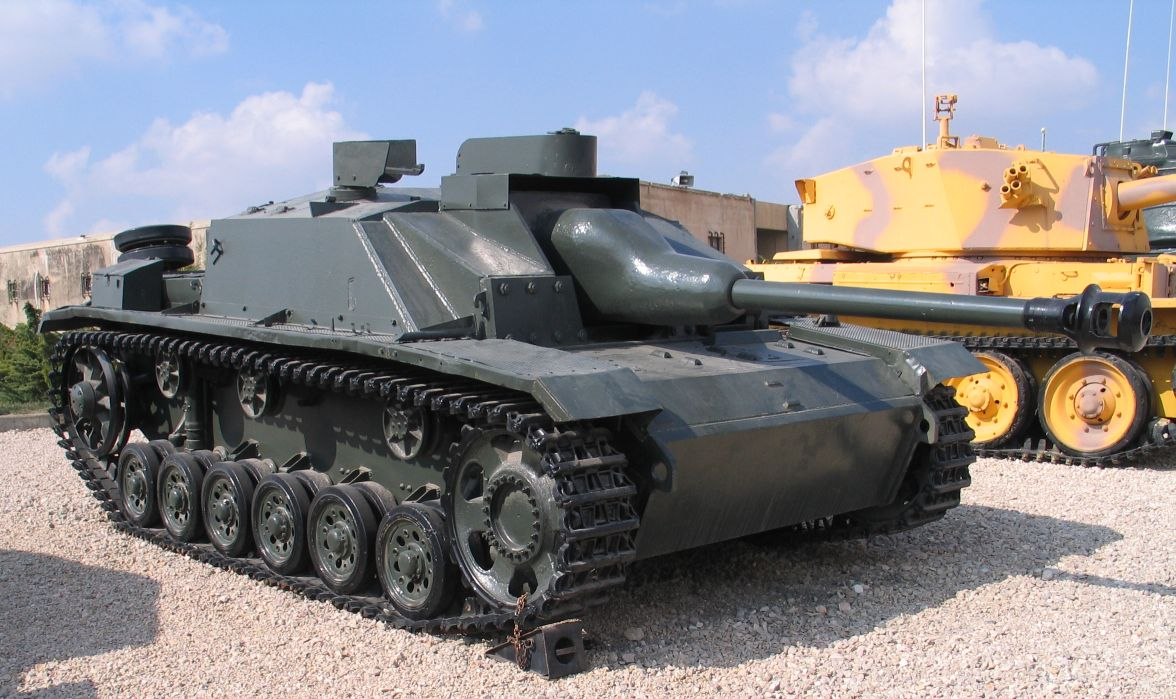
StuG III

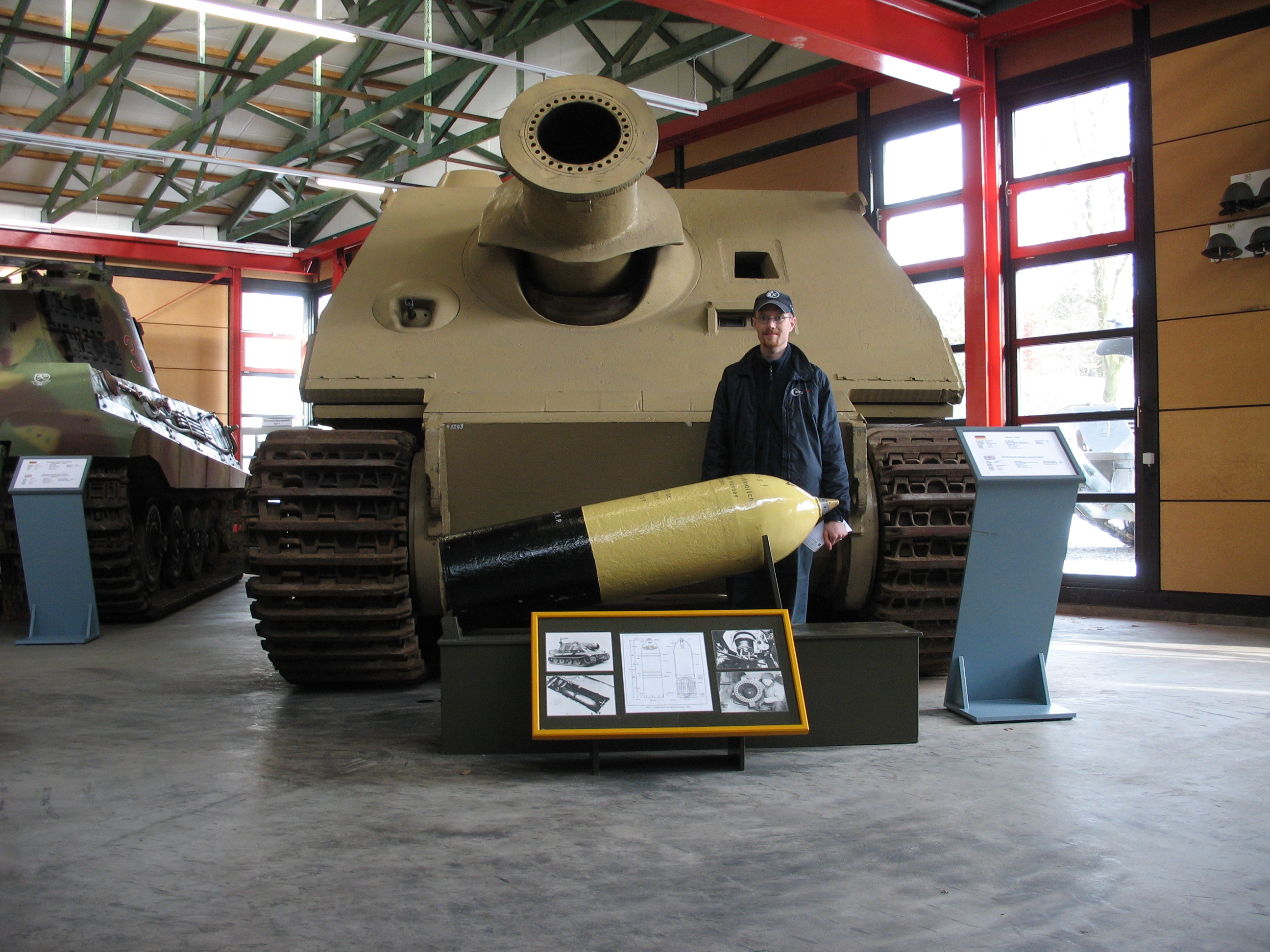
Sturmtiger в музеї Deutsches Panzermuseum Мюнстер, Нижня Саксонія

Штурмова гармата — самохідно-артилерійська установка, призначена для безпосередньої підтримки піхоти та танків. Використовувалися в основному для ведення артилерійського вогню прямим наведенням з метою придушення вогневих точок противника та фортифікації.
Штурмові гармати більшою мірою призначені для боротьби з неброньованими цілями, польовими і довготривалими фортифікаціями противника, міських боїв. Як правило, вони діють у бойових порядках військ, що наступають, і вражають цілі вогнем прямим наведенням. Тому в порівнянні з танком-базою штурмова гармата має більш великокаліберне гарматне озброєння. Пізні моделі штурмових гармат з довгоствольною гарматою з успіхом використовувалися і проти бронетехніки противника.
У післявоєнний час танкобудування країн світу пішло шляхом розвитку концепції основного бойового танка, що зробило САУ цього класу застарілими. Насправді, більшість країн (окрім Фінляндії) не змогли опанувати використання Штурмґешютце через відсталість теорії бронетанкових військ і повне нерозуміння суті цього виду зброї. Тому зі сходженням зі світової арени Третього Райху як потужної військової держави і переходом соціал-демократичного режиму Німеччини до стандартів НАТО, у наш час штурмові гармати не застосовують.

## Історія розвитку

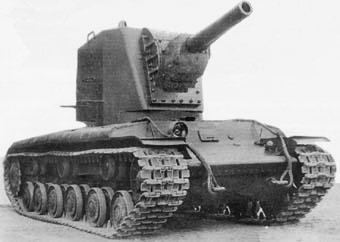
Радянський КВ-2, варіант штурмової гармати танку КВ-1 з негабаритною гаубицею встановленою в башті, 1940

Назва класу самохідно-артилерійська установка виникло від (нім. Sturmgeschütz) — офіційної назви першої у світі німецької самохідки цього типу Sturmgeschütz III (Штурмгешутц III). Штурмові гармати якнайширше застосовували під час Другої світової війні нацистською Німеччиною, набагато рідше — Радянським Союзом та фашистською Італією. Перші підрозділи (семигарматні батареї Nebelverfer) цих машин застосовувалися під час німецької кампанії у Франції.
Під час початкової фази Другої світової війни німецьке командування 1939 року поставило питання про створення мобільної артилерії, яка діяла б посеред бойових порядків піхоти і розчищала їй шлях на полі бою шляхом знищення кулеметних «точок» та гармат ворога, що буксируються, вогнем прямим наведенням. У порівнянні з танками від бойової машини нової концепції не вимагалося розміщення озброєння в рухомій башті, пріоритетними напрямками були вогнева міць, малі габарити, гарне лобове бронювання і низька вартість виробництва. Фірмі «Daimler-Benz» вдалося вдало втілити всі ці побажання в реальність — її конструктори розмістили короткоствольну 75-мм гармату в броньовій рубці на шасі танка Panzer III з посиленням лобового бронювання до 50 мм (база мала тільки 30 мм). Отримана САУ StuG III стала наймасовішим зразком німецької бронетехніки часів Другої світової війни і добре себе зарекомендувала в боях. Серйозною слабкістю StuG III була відсутність кулемета і низька початкова швидкість снаряду. У результаті самохідка була беззахисною у ближньому бою і проти танків з потужним бронюванням. Проте, слід зазначити, що вузька спеціалізація Штурмґешютце не передбачала ведення бою із танками узагалі. Однак, самостійно StuG III застосовували дуже часто: відмінна бойова виучка екіпажів штурмових гармат і їх високий бойовий дух давали нагоду штурмовикам не лише вдриватися від піхоти на 15-60 км, а навіть самостійно захоплювати населені пункти.
Велика потреба протистояти значній кількості радянських танків безпосередньо на полі бою, скорочення наступальних операцій Вермахту і поява спеціалізованих піхотних пдроздлів — Stoßtrupp (штурмових груп) зумовило зміну специфікації StuG III до початку 1943 року, коли фінальна версія StuG III Ausf G отримала 75-мм довгоствольну гармату, кулемет, 80-мм лобове бронювання та бортові екрани, що добре захищали від кумулятивних боєприпасів і куль протитанкових рушниць. Надалі німецькі конструктори створили ряд масових моделей штурмових гармат на базі іншого основного середнього танка PzKpfw IV і малу серію САУ «Штурмтигрів» на базі важкого танка Panzer VI Ausf H «Тигр I».
Гарна ефективність StuG III відразу ж стала предметом пильної уваги союзників і супротивників. Італійські військові, незадоволені бойовими характеристиками своїх застарілих танків сімейства M13/M14/M15, зажадали створити на їх базі аналог StuG III. Фірма «Фіат-Ансальдо» успішно впоралася із завданням, розробивши САУ Semovente da 75/18 і згодом ще потужніші штурмові гармати. Ці машини стали найбоєздатнішою італійською бронетехнікою, що завдала серйозних втрат військам Великої Британії і США в боях у Північній Африці і в Італії.

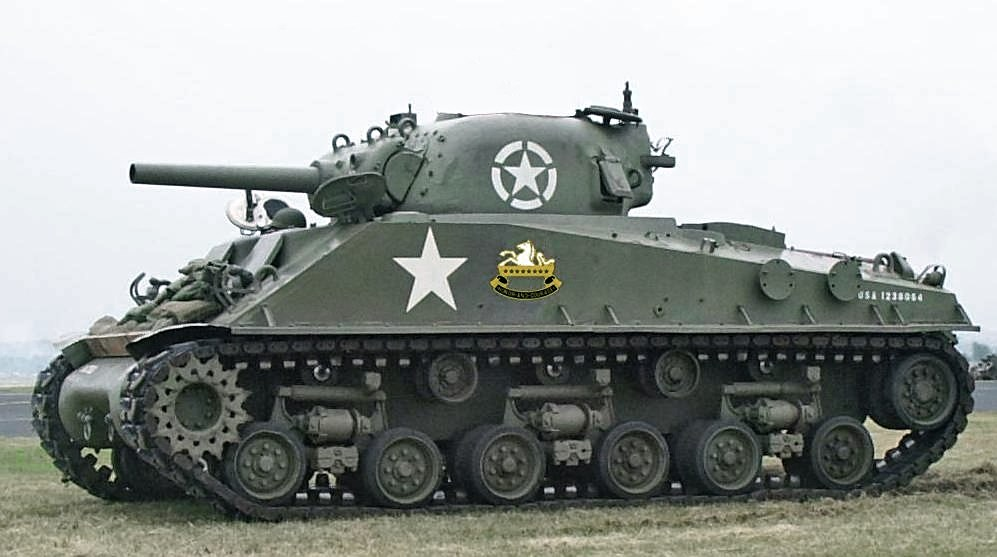
M4 Sherman (105)

Радянське керівництво відразу визнало успішність StuG III на полі бою, поставивши питання про розробку своїх аналогів на базі танків Т-34 та КВ-1. Евакуація танкових заводів і велика потреба Червоної Армії в танках не дозволили відразу ж виконати це завдання, проте в листопаді-грудні 1942 року в досить стислі терміни радянські конструктори розробили середню штурмову гармату СУ-122 і важку СУ-152. Ці машини відразу ж добре зарекомендували себе в боях, проте велика потреба в винищувачах танків змусила припинити серійний випуск і подальший розвиток середніх штурмових гармат. Важкі штурмові гармати показали себе незамінними при прориві заздалегідь укріпленої оборони противника і при штурмах міст, тому з появою нового танка ІС його, як за базу відразу ж використовували для створення важкої штурмової гармати ІСУ-152. Після усунення «дитячих хвороб» конструкції ця технологічна, надійна, невибаглива, добре броньована та потужно озброєна машина стала найкращою у своєму класі.

## Видатні зразки штурмових гармат

### Німеччина
- Sturmpanzer VI «Sturmtiger» — найважча і найпотужніша з озброєння САУ цього класу на базі танка Panzer VI Ausf H «Тигр I», однак дуже вузько спеціалізована тільки для міських боїв і випущена в кількості всього 18 машин.
- StuG III — штурмова гармата — родоначальник класу на базі середнього танка Panzer III, технологічна у виробництві з великим модернізаційним потенціалом і малопомітна на полі бою.

### Радянський Союз
- ІСУ-152 — добре захищена і дуже потужна штурмова гармата на базі танка ІС-2.

### Італія
- Semovente da 75/18 — дуже вдала легка штурмова гармата на базі безнадійно застарілого танка M40/M41/M42.

## Компонувальні особливості
За своїм компонуванням всі штурмові гармати достатньо однотипні: рубка з гарматою в носовій частині машини, двигун — у кормовій. Важливим компонувальних відзнакою німецьких та італійських машин від радянських було розташування трансмісії — у перших вона містилася в носі машини, у других — в кормі. Тому бойове відділення німецьких та італійських штурмових гармат було розташовано хоч і в передній частині машини, але ближче до її центру в порівнянні з радянськими аналогами — безпосередньо за лобовим бронюванням розташовувалася коробка зміни передач та інші вузли й агрегати трансмісії.